# Der Meineidbauer (2012)
Der Meineidbauer ist ein deutsch-österreichisches Heimatfilmdrama von Joseph Vilsmaier aus dem Jahr 2012, das auf dem gleichnamigen Bühnenstück (1871) von Ludwig Anzengruber basiert.

## Handlung
Der Bauer Karl Bruckner und Anna Sobek stehen kurz vor ihrer Hochzeit, als Karl bei einem Autounfall ums Leben kommt. Anna Sobek ist tieftraurig und steht vor einem Scherbenhaufen. Sein Stiefbruder Franz ergreift unterdessen die Initiative, sich den Bauernhof unter den Nagel zu reißen, indem er Karls Testament verschwinden lässt und sich vor Gericht durch einen Meineid den Hof sichert. Anna geht leer aus. Sie und ihre kleine Tochter werden verjagt, stehen zunächst ohne Bleibe da, bis Anna eine Stelle in einer Gärtnerei findet. 12 Jahre später kommt sie ins Dorf zurück und möchte die Wahrheit herausfinden. Auch ihre Tochter Marie und Franz’ Sohn Toni treffen nach langer Zeit wieder aufeinander und kommen sich näher. Anna kann durch ihren guten Kontakt zum Dorfpolizisten erfahren, dass der Reichtum von Franz’ Knecht Ignatz nicht durch eine Erbschaft kommt. Aufgrund eines Konflikts, das Testament herauszurücken, kommt es zum Konflikt zwischen Ignatz und Franz, bei dem Ignatz zusammenbricht. Erst im Krankenhaus erzählt er Anna die Wahrheit, dass er mit dieser Geschichte Geld von Franz erpresste. Voller Wut zieht Franz ihm bei einer heimlichen Visite den Schlauch ab, was Ignatz schließlich das Leben kostet. Da auf dem Schlauch Fingerabdrücke gefunden wurden, wird Franz nun als Mörder gesucht. Hoch oben auf dem Berg versucht er einen Anschlag auf Anna, stolpert jedoch in den Tod, während Anna gerettet werden kann.

## Produktion
Der Meineidbauer wurde vom 23. September 2011 bis zum 24. Oktober 2011 in dem Ort Virgen und Umgebung in Osttirol gedreht. Produziert wurde der Film von der Lisa Film.
Regisseur Josef Vilsmaier war auch Kameramann, seine Tochter Josefina Vilsmaier spielte die Rolle von Annas Tochter.
Anzengrubers Drama ist seit dem Stummfilm von 1905 mehrmals für das Kino und das Fernsehen verfilmt worden. Josef Vilsmaiers Fassung für das Fernsehen ist die bisher letzte Verfilmung.

## Sonstiges
Susanne von Borsodys Vater Hans, der hier den Kräutersepp verkörpert, wirkte schon in der gleichnamigen Verfilmung von 1956 mit.

## Kritik
Die Kritiker der Fernsehzeitschrift TV Spielfilm zeigten mit dem Daumen nach unten, vergaben für Action und Spannung je einen von drei möglichen Punkten und gaben zur Begründung: „Die Darsteller hätten Grund zur Anzeige“.